# Улицкий, Сергей Семёнович
Сергей Семёнович Улицкий (укр. Семен Семенович Улицький; род. 31 марта 1961, Днепропетровск) — советский и украинский футболист, защитник.

## Биография
Воспитанник днепропетровской СДЮШОР «Днепр-75». Несколько раз в молодом возрасте включался в состав «Днепра», но выступал только за дубль. Также на старте карьеры играл во второй лиге за «Колос» (Никополь) и «Кривбасс». Во время службы в армии выступал за киевский СКА в первой лиге и за дубль московских армейцев.
С 1983 года в течение шести сезонов играл за «Звезду» (Кировоград), провёл 139 матчей во второй лиге. За последние три сезона первенства СССР сменил семь команд, в том числе поиграл в Башкирии и Армении.
После распада СССР перешёл в речицкий «Ведрич», в его составе за два сезона сыграл 16 матчей в высшей лиге Белоруссии. В последние годы карьеры сыграл 6 матчей во второй лиге Украины за «Сириус» (Жёлтые Воды), а также играл за любительские команды.

## Личная жизнь
Сын Олег (род. 1993) тоже стал футболистом, играл за «Горняк-Спорт» во второй лиге и за любительские клубы.